# Benzenrade (kasteel)
Kasteel Benzenrade stond in de Nederlandse buurtschap Benzenrade, provincie Limburg. Naast de vijver met het kasteeleiland staat de boerderij Benzenraderhof die deel uitmaakt van het vroeger kasteelcomplex.

## Geschiedenis
Rond 1381 werd Arnold van Benzenrade beleend met het huis en hof Benzenrode. De heren van Wickrath waren op dat moment de leenheren van het goed. Het geslacht Van Benzenrade was overigens al langer aanwezig in de streek en zal oorspronkelijk ook uit Benzenrade afkomstig zijn. De oudste vermelding van een lid van deze familie betreft Bertolf van Bensenrode, die reeds in 1281 werd genoemd. Of er op dat moment ook al sprake was van een kasteel, is niet bekend. 
Via het huwelijk van Elise van Benzenrade met Hendrik van Binsfeld ging Benzenrade rond 1537 over naar het geslacht Van Binsfeld. In 1592 kwam de familie Van Schaesberg in beeld vanwege het huwelijk van Maria van Binsfeld met jonker Frederik van Schaesberg. Deze familie beschikte over een groot aantal goederen en verbleef zelden op Benzenrade.
Begin 17e eeuw is het kasteel Benzenrade waarschijnlijk door oorlogsgeweld afgebrand, waarna het niet meer werd herbouwd.
Het goed werd in de Franse tijd onteigend en werd in 1808 als domeingoed verkocht aan de Luikenaar Frans Joseph Dufay. Hij verkocht het in 1817 aan Willem Masset, eveneens afkomstig uit Luik. Zijn dochter behield Benzenrade tot 1840. Na verschillende eigenaren kwam het rond 1970 in bezit van de gemeente Heerlen.

## Beschrijving
Het kasteel Benzenrade zal eind 14e eeuw zijn gebouwd. Mogelijk was het een vierkant, blokvormig gebouw, getuige de 17e-eeuwse melding van een ‘blockhuijs’. Het zou ook om een lage woontoren kunnen gaan. Bij het kasteel was een huiskapel waar een priester elke vrijdag de mis opdroeg. Nadat het huis begin 17e eeuw was afgebrand, bleef er een omgracht kasteeleiland over. Het recht op de huiskapel werd overgedragen aan kasteel Schaesberg.

### Benzenraderhof
Aan de oostzijde van het kasteeleiland staat de boerderij Benzenraderhof. Deze u-vormige boerderij staat ook vermeld op kadastrale kaarten uit begin 19e eeuw, maar de vorm van de bebouwing wijkt af van de tegenwoordige situatie. Dit zou er op wijzen dat de boerderij in de tweede helft van de 19e eeuw grotendeels is verbouwd. Het woonhuis met schilddak is in 1927 toegevoegd.
De boerderij is gebouwd van baksteen en kunradersteen. In de gevel is een oude poortsteen uit 1752 ingemetseld.
In de kelder en de vijver ontspringt de Geleenbeek. Onder de boerderij zouden restanten zijn gevonden van een Romeinse villa.
Aerwinkel · Kasteel Afferden · Aldt Huys · Aldenborgh · Kasteel Aldenghoor · Aldenhoven · Alte Burg · Kasteel Amstenrade · Slot Annendael · Kasteel Arcen · Baersdonck · Bakvliet · Baronsberg · Baxhof · Beegden ·  Benzenrade · Kasteel De Berckt · Kasteel Bethlehem · Beusdaelshof · Binsfeld · Huis Blankenberg · Kasteel Bleijenbeek · Blitterswijck · Boerlo · Bolberg · Bollenberg · Kasteel De Bongard · Borggraaf · Kasteel d'Erp · Kasteel Borggraaf · Kasteel Borgharen · Kasteel Born · Huis Bree · Breust · Kasteel Broekhuizen · Broekhuizen · Gracht Burggraaf · Kasteel De Burght · Kasteel Cartils · Cloppenburg (Oost-Maarland) · Kasteel Cortenbach · Huis De Dael · Dammerscheid · Kasteel De Bockenhof · De Donck (Sevenum) · De Donck (Swolgen) · De Dorth ·  Huis ten Dijcken · Kasteel Doenrade · De Doom · Douve · Douvenrade · De Dries · Kasteel Erenstein · Kasteel Eijsden · Eijsden · Einrade · Kasteel Elsloo · Ensenbroek · Eperhuis · Etzenraderhuuske · Exaten · Kasteel Eijckholt · Kasteel Eyckholt · Eys · Gastendonck · Kasteel Genbroek · Gebroken Slot · Kasteel Geijsteren · Kasteel Op Genhoes · Kasteel Genhoes · Genneperhuis · Kasteel Het Geudje · Kasteel Geulle · Kasteel Geusselt · Geijsteren · Gen Heck · Ghoor · Kasteel Goedenraad · Kasteel Grasbroek · Kasteel Groenendaal · Groethof · Groot Paarlo · Kasteel van Gronsveld · De Gun ·Kasteel Haeren · Kasteel Den Halder · Heerlaer · Heeze · Heijen · 's-Herenanstel · Kasteel Hillenraad · Kasteel Hoensbroek · Hoenshuis · Holstrate · Holtmühle · Huize Holtum · Kasteel Horn · De Horst · Huys ter Horst · Ten Hove (Grathem) · Ten Hove (Panningen) · Huis Brias · Huis Darth ·  Kasteel Hurpesch · Kasteel Sint-Jansgeleen · Kasteel Jerusalem · Kasteel Kaldenbroek · Den Kamp · Kasteel Karsveld · Kasteel Keverberg · Klein Paarlo · Klimmender Huuske · De Kolck · Koppelberg · Laar · Landsfort · Kasteel Lemiers · Kasteelruïne Lichtenberg · Kasteel Limbricht · Lonesteyn · Huize Lovendael · Mazenburg · Kasteel van Meerlo · Kasteel Meerssenhoven · Meezenbroek · Kasteel van Mheer · Middelaar · Kasteel Millen · Kasteel Montfort · Movert · Mulrode · De Munt · Château Neercanne · Kasteel Neubourg · Nienghoor · Huis Nierhoven · Kasteel Nieuwenbroeck · Nije Huys · Kasteel Nijenborgh · Kasteel Nijswiller · Nijthuysen · Kasteel Obbicht · Oedenrade · Kasteel Ooijen · Kasteel Oost (Valkenburg) · Kasteel Oost (Oost-Maarland) · Kasteel Ouborg · Overen · Kasteel Passarts-Nieuwenhagen · Prickenis · Prinsenhof · Puth · De Putting · Raath · De Raay · Ravenhof · Kasteel Reijmersbeek · Kasteel van Rijckholt · Kasteel Rivieren · Rodenbroek · Rosendaal · Kasteel Schaesberg · Kasteel Schaloen · Te Scharen · Schenkenburg · Kasteel Scheres · De Spijker (Geijsteren) · De Spijker (Leeuwen) · Huis Severen · Sibberhuuske · Château St. Gerlach · Spraland · Huis De Spyker · Huize Stalberg · Stalberg (Wellerlooi) · De Steeg · Kasteel Stein · Steinhagen · Steenen Huis · Stoel van Swentibold · Strijthagen (Landgraaf) · Strijthagen (Welten) · Struyver · Kasteel Terborgh · Terlinden (Wijnandsrade) · Terveurdt · Ter Weyer · Kasteel Ter Worm · De Tombe · Huis De Torentjes · Triest · Trippaert · Kasteel Vaalsbroek · Kasteel Vaeshartelt · Valkenburg · Vliek · De Vroenhof · Vrijburg · Kasteel Wambach · Warenberg · Well · Weyershof ·  Wijlre · Kasteel Wijnandsrade · Wijnandsrade · Wijnantshof · Wissegracht · Huize Witham · Kasteel Wittem · Wolfrath · Wylre